# Donji Dobrun
Donji Dobrun (cyr. Доњи Добрун) – wieś w Bośni i Hercegowinie, w Republice Serbskiej, w gminie Višegrad. W 2013 roku liczyła 83 mieszkańców.